# Rincon Mountains
Rincon Mountains je menší pohoří na jihovýchodě Arizony, východně od města Tucson. Leží v kraji Pima County.
Nejvyšší horou pohoří je Mica Mountain (2 641 m). K dalším nejvyšším vrcholům náleží Spud Rock (2 625 m) a Rincon Peak (2 585 m).
Na západní straně Rincon Mountains leží Národní park Saguaro. Sever, východ a jih pohoří je součástí státního lesa Coronado National Forest. Vegetaci ve vyšších polohách tvoří borovice těžké, níže roste smíšený borový les s duby. Nejnižší části pohoří pak tvoří polopoušť s travinami a keři. Při úpatí pohoří rostou známé kaktusy saguaro.